# Fockerby
Fockerby – wieś w Anglii, w hrabstwie Lincolnshire. Leży 50 km na północ od Lincoln i 243 km na północ od Londynu.